# ランドマイシン

ランドマイシンA

ランドマイシンB

ランドマイシン（英: Landomycins）はストレプトマイセス属から分離されたアングサイクリン系抗生物質である。